# Jeypur
Jeypur é uma cidade e um município no distrito de Koraput, no estado indiano de Orissa.

## Demografia
Segundo o censo de 2001, Jeypur tinha uma população de 76,560 habitantes. Os indivíduos do sexo masculino constituem 51% da população e os do sexo feminino 49%. Jeypur tem uma taxa de literacia de 69%, superior à média nacional de 59.5%: a literacia no sexo masculino é de 76% e no sexo feminino é de 61%. Em Jeypur, 12% da população está abaixo dos 6 anos de idade.